# جان-سيرج بريسون
جان-سيرج بريسون هو سياسي كندي، ولد في 28 يونيو 1954 في Embrun, Ontario ‏ في كندا. نشط حزبياً في الحزب التحرري الكندي.